# Trischen
Trischen est une île inhabitée d'Allemagne d'environ 180 ha, située au nord de Cuxhaven, qui s'est formée il y a près de 400 ans à environ 14 km de la côte. Elle fait partie de la commune de Friedrichskoog. L'île héberge de nombreux oiseaux.

## Géographie

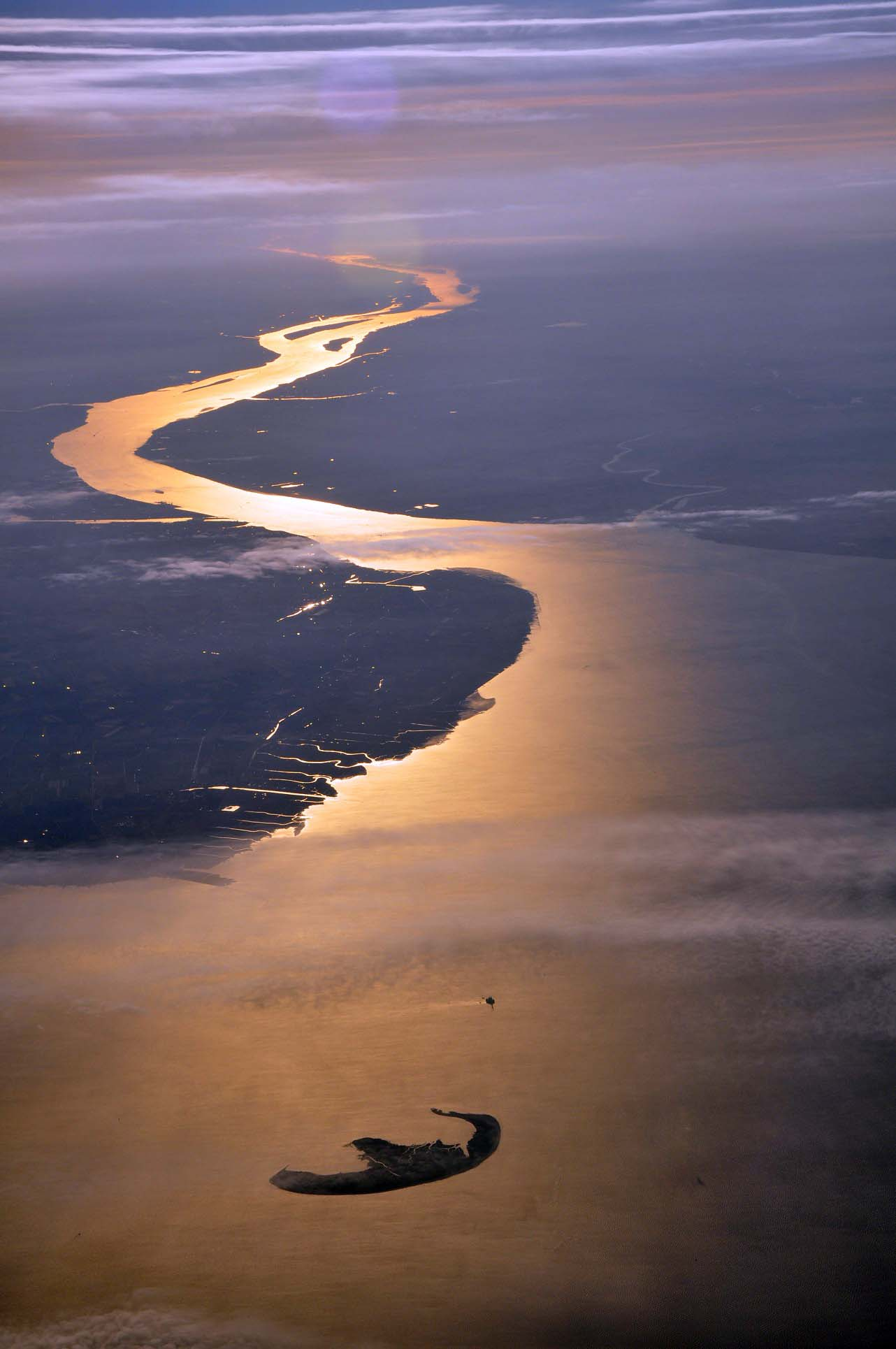
Trischen devant l'embouchure de l'Elbe

Trischen fait partie d'un chapelet de bancs de sable qui s'étend le long de la côte allemande de la mer du Nord dans le parc national de la Mer des Wadden de Schleswig-Holstein. L'ile possède la forme d'une faucille avec des dunes d'une hauteur allant jusqu'à trois mètres du côté ouest et aux pointes nord et sud. Un pré salé s'est formé du côté est. Emmené par le vent et les courants dominants, l'ile perd du sable sur la façade ouest tandis qu'il vient se redéposer à l'est. En conséquence, elle se déplace d'environ 10 cm par jour, soit 30 à 35 m par an et 4 km depuis son apparition.
Sa taille a aussi varié considérablement. Porteuse de végétation au XVIIe siècle, elle n'est plus qu'un banc de sable vers 1750 avant de grossir fortement à la fin du XIXe siècle, en partie aidée par l'homme. En 1906, elle comportait 736 hectares mais n'en a actuellement plus que 180 pour une longueur de 2,9 km et une largeur de 1,5 km.

## Histoire

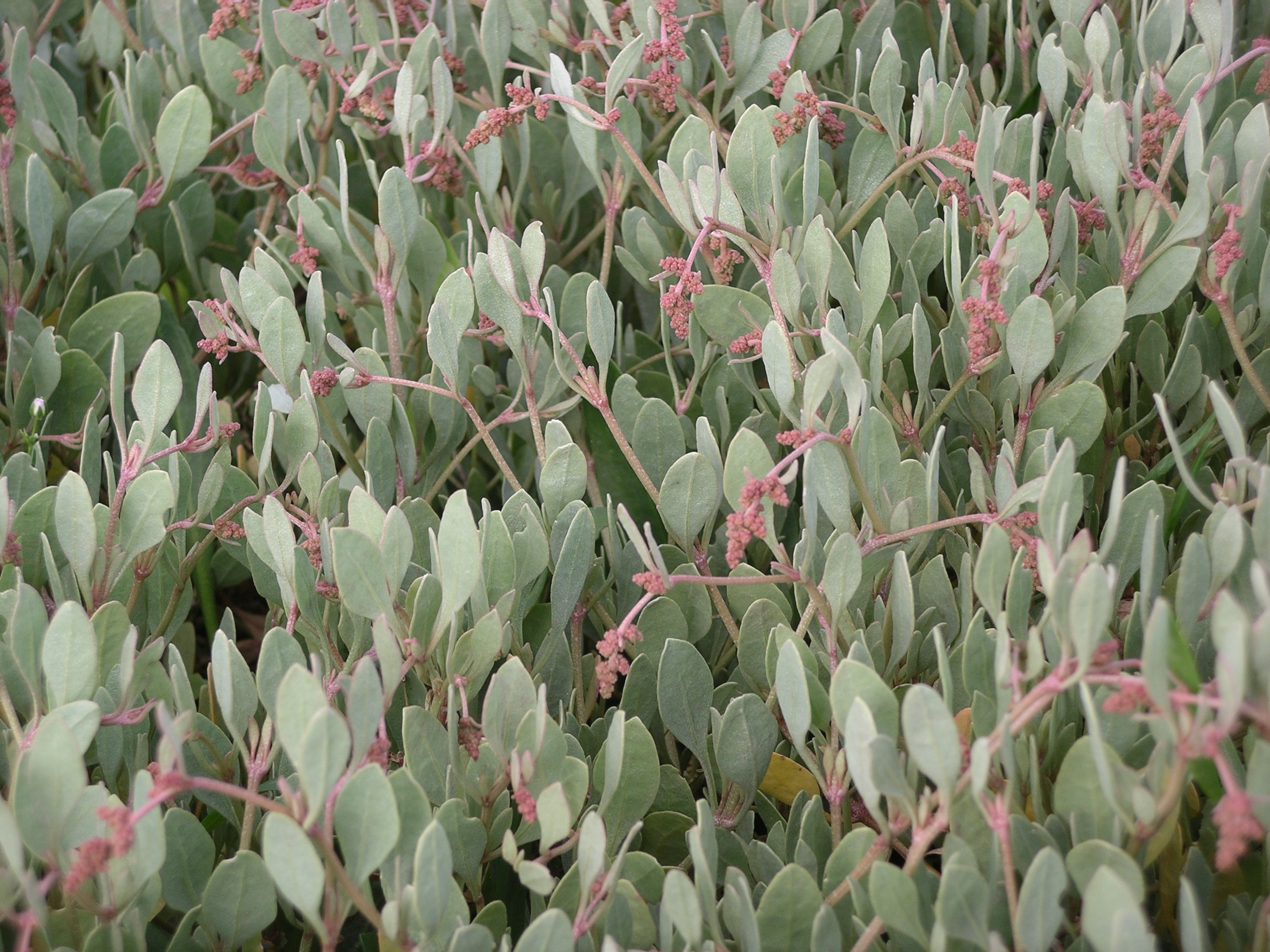
Obione faux-pourpier

Désignée dans les anciennes cartes sous les noms de Den Busch, Busch, Rischensand, dat Rießig, Triejen, Dat Rißy, Trießen, Riessen ou Riesen, ce n'est qu'à la fin du XIXe siècle que le nom de Trischen s'impose. Toutes ces dénominations font référence à sa végétation buissonnante, alors essentiellement composée d'obione.
Initialement disputée entre le roi du Danemark et celui de Prusse, l'ile perd sa position frontalière après l'annexion du Schleswig-Holstein en 1864 et l'État prussien cherche dès lors à exploiter l'ile et à l'assécher. En 1895, l'ile dispose d'une digue d'été dont la hauteur est suffisante pour la protéger des inondations pendant la belle saison ainsi que d'une bergerie et d'un abreuvoir. Elle accueille ainsi 200 moutons dès 1896. En parallèle, elle est très appréciée des chasseurs d'oiseaux et des cueilleurs d'œufs qui tuent des milliers de tadornes au moment de leur mue lorsqu'ils ne peuvent pas voler. Cette situation a poussé à la création d'une zone de protection des oiseaux incluant toute l'ile dès 1909 et le stationnement d'un garde pendant la période de nidification.
Les efforts de colonisation s'intensifient à partir de 1920 avec l'envoi de jeunes en camp de vacances d'été puis celui de 80 chômeurs pour construire une nouvelle digue d'été. La tentative la plus importante est celle de l'entrepreneur hambourgeois Jürgen Brandt qui, en 1922, fait construire une digue longue de 2,7 km et haute de quatre mètres pour former un polder de 78 hectares destiné à la culture du seigle, du blé et du trèfle et utiliser le reste de l'ile comme pâturage. Il fait également construire une ferme comportant 34 pièces, la Luisenhof. Il fait cependant faillite dès 1925 et l'affaire est reprise par la ville d'Altona qui développe en parallèle un foyer pour jeunes filles et une colonie d'artiste. Toutefois, la protection de la côte reste problématique, marquée par la construction de nouvelles digues et leurs ruptures. La ville d'Altona renonce finalement à son bail en 1933 et la décision est prise de ne plus protéger les côtes à la suite de l'onde de tempête du 18 octobre 1936. La plupart des constructions sont détruites lors des inondations de 1940 et 1943. La dernière exploitation agricole a eu lieu en 1946-47 avec un troupeau de moutons.

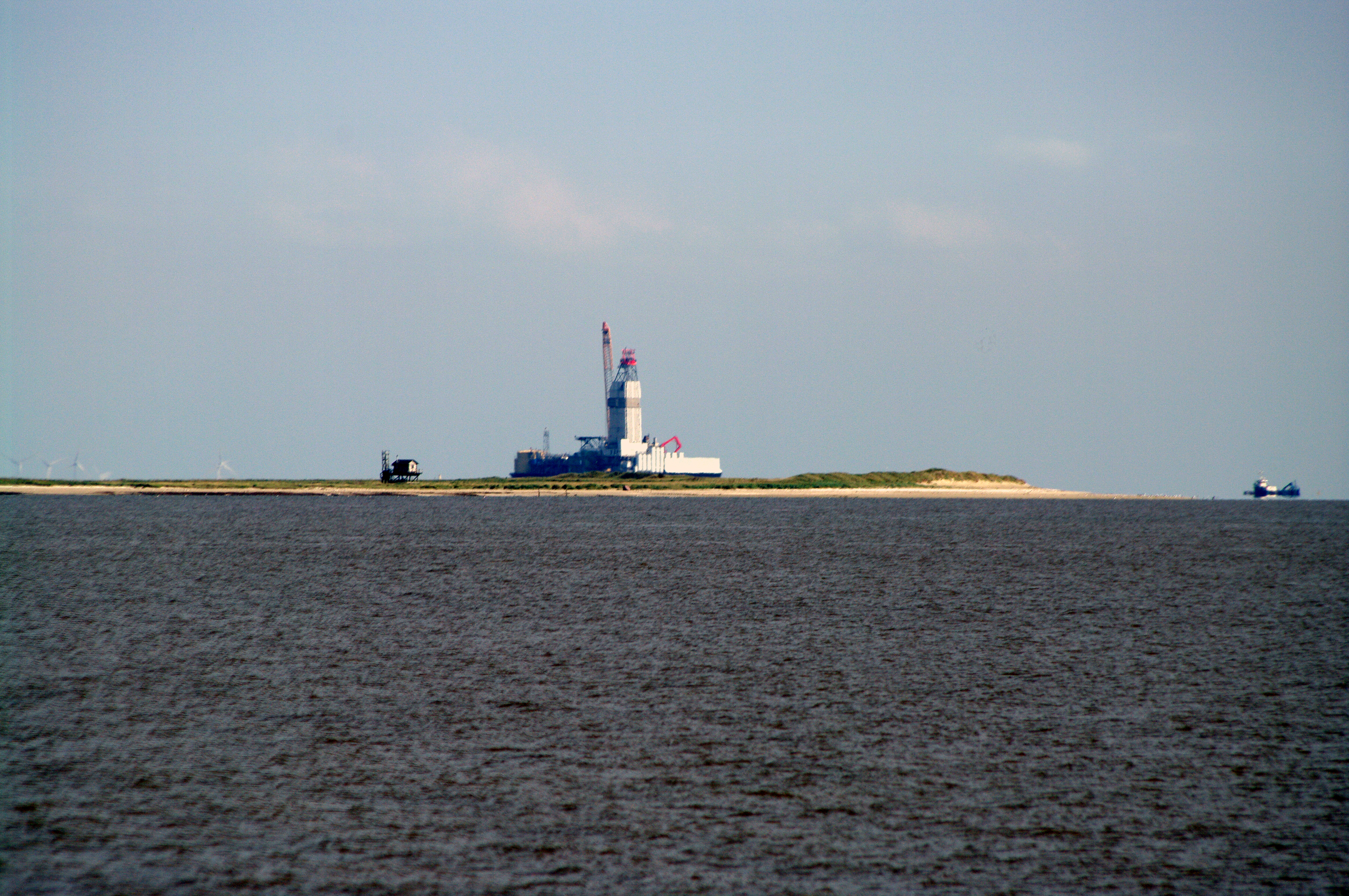
Trischen avec la maison sur pilotis du garde et, en arrière-plan, la plateforme pétrolière de la Mittelplate et des éoliennes

Depuis lors, l'ile est seulement habitée pendant les mois d'été par un garde de l'association pour la protection des oiseaux NABU. Celle-ci permettait initialement de visiter l'ile et a accueilli près de 1000 visiteurs en 1975. Depuis la création du parc national en 1985, l'ile fait partie de la zone centrale et son accès est strictement interdit.

## Faune
L'ile peut regrouper jusqu'à 330 000 oiseaux. Avec chacun 100 000 individus, les trois principaux groupes de passage sont les bécasseaux maubèches, les bécasseaux variables et les tadornes de Belon. Pour ces derniers, cela représente 30 % de la population nord-ouest-européenne. À cela vient s'ajouter 10 à 20 % des sanderlings et des pluviers argentés.

Principaux oiseaux de passage
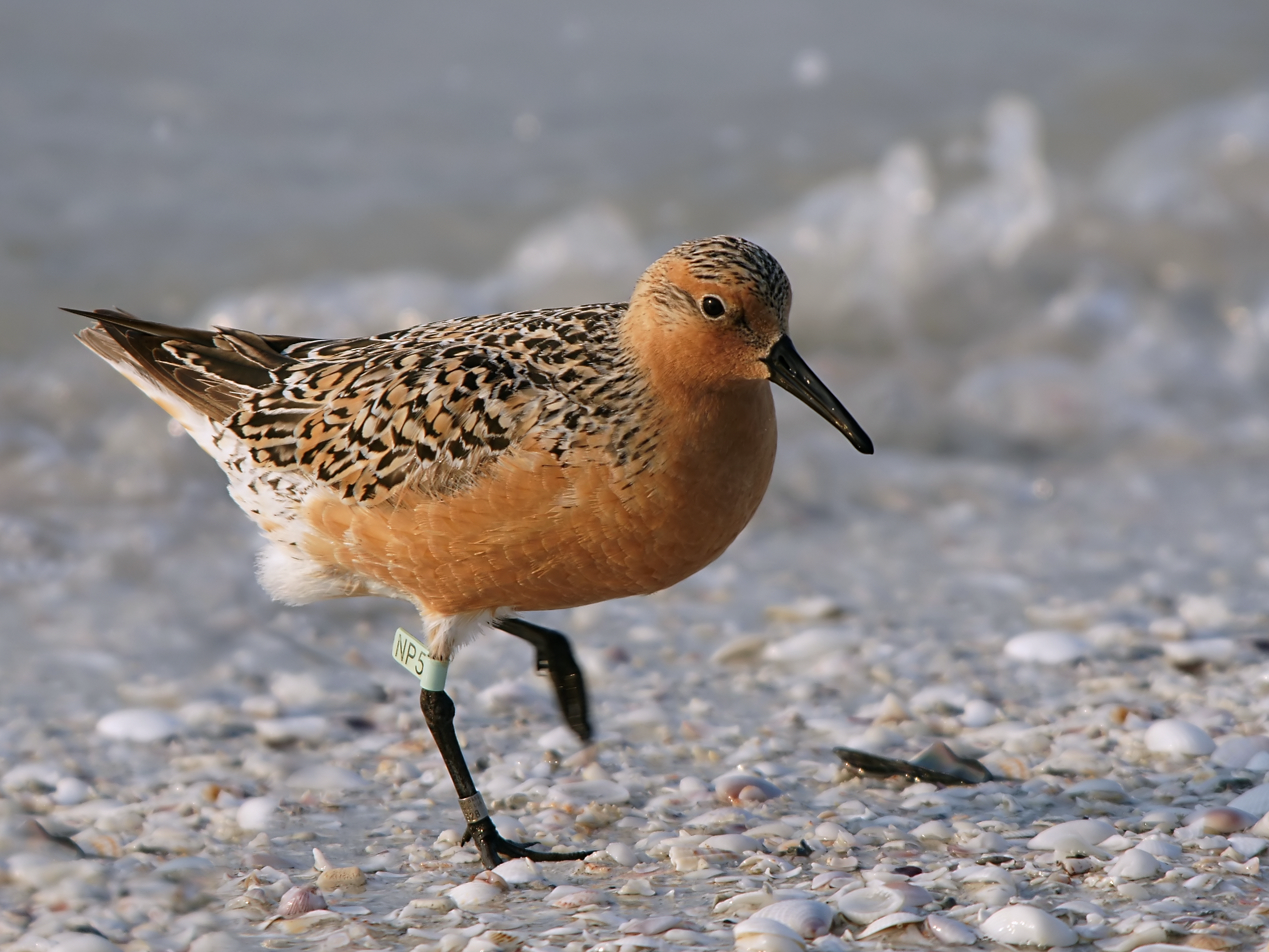
Bécasseau maubèche
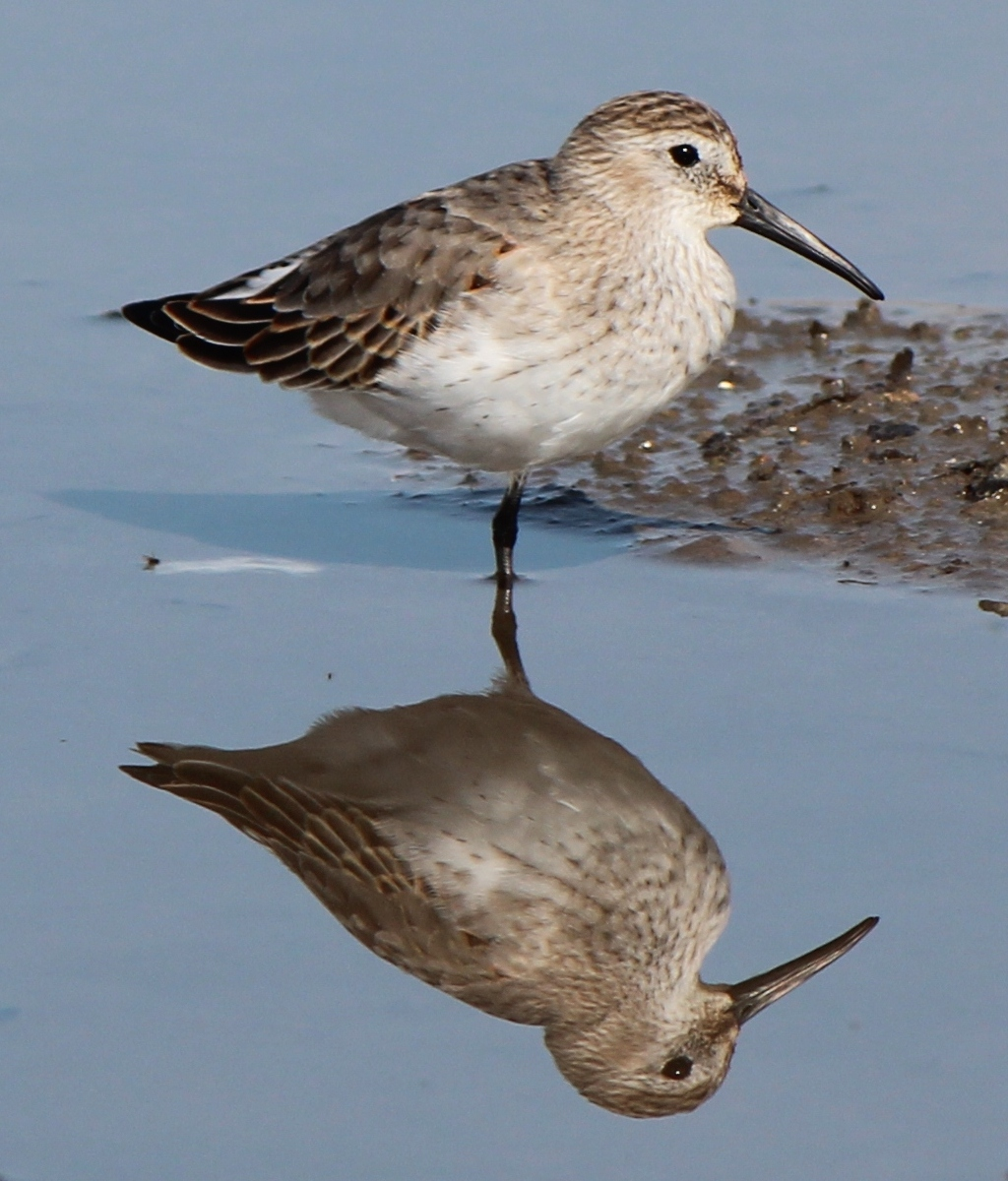
Bécasseau variable
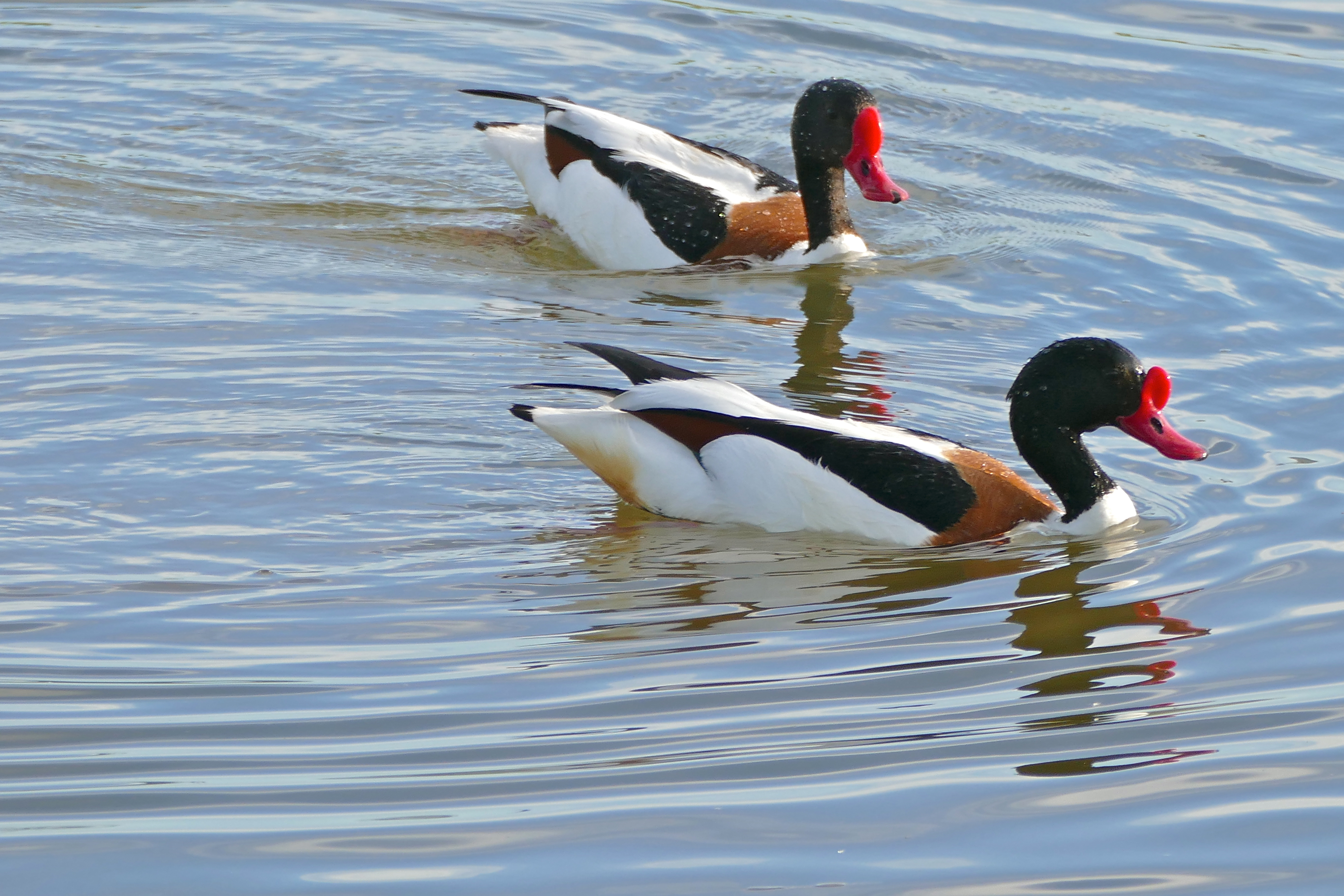
Tadorne de Belon

Les oiseaux nicheurs sont essentiellement des goélands pour un total de 15 à 20 000 couples. En 2006, il y avait 5000 couples de goélands argentés, 2000 de goélands bruns et 500 de mouettes rieuses. Toutefois, cela n'a pas toujours été le cas: la population de goélands argentés ne s'est développée qu'à partir de 1945 et les premiers goélands bruns sont arrivés en 1979. Auparavant, les principaux oiseaux nicheurs étaient les sternes communes (9500 couples au début du XXe siècle, moins de 500 depuis 1992) et les sternes caugeks (apparues en 1955, elles comptaient 3000 à 4000 couples jusqu'en 2000 mais elles ont à nouveau disparu. À leur grande époque, c'était la plus grande colonie d'Allemagne). Ce recul est notamment dû au fait que les goélands attaquent leur nid. C'est pour cette raison que les ornithologues ont essayé de limiter la présence des goélands jusque dans les années 1980, en particulier en les empoisonnant.

Principaux oiseaux nicheurs
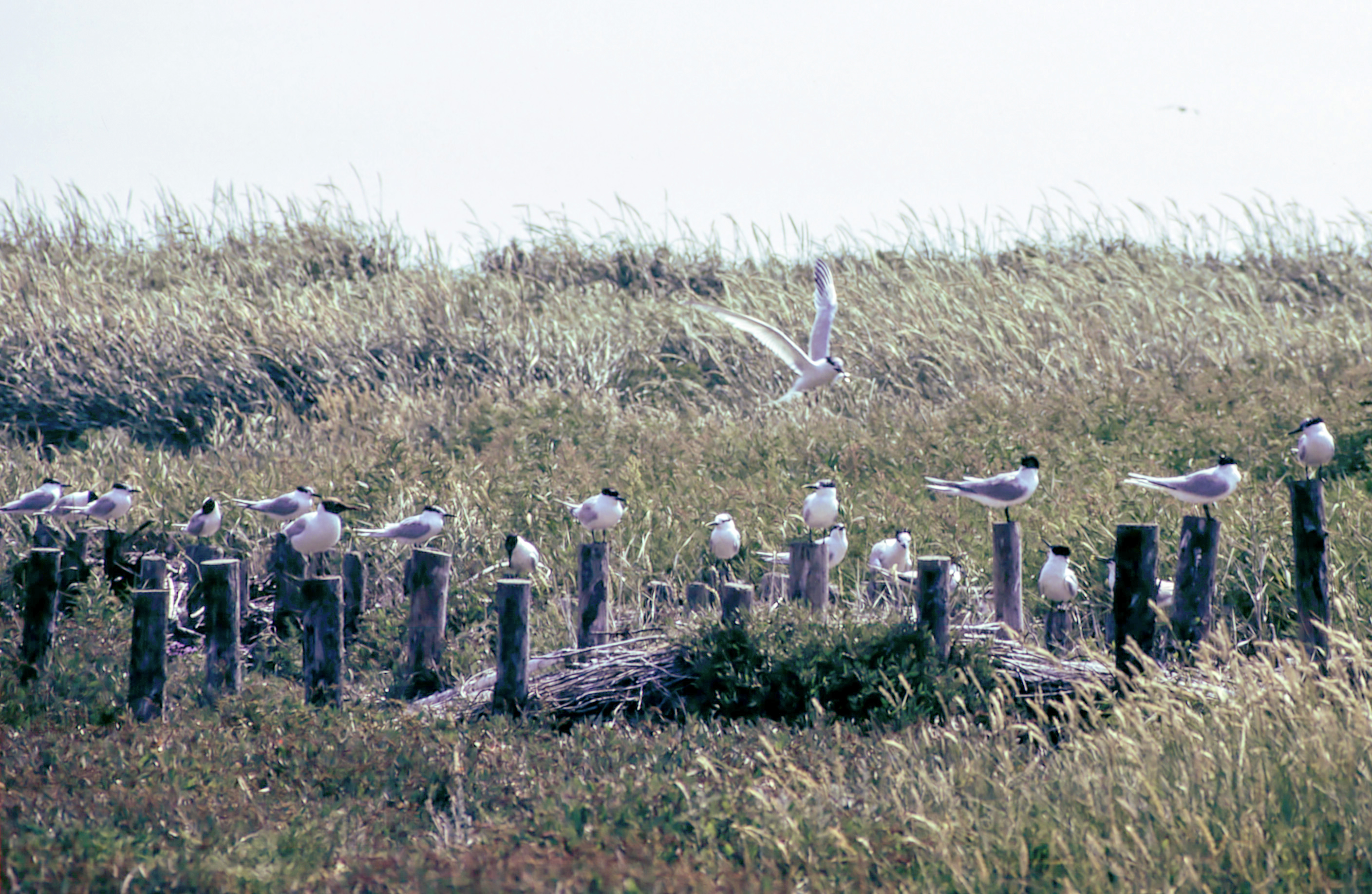
Sternes caugeks
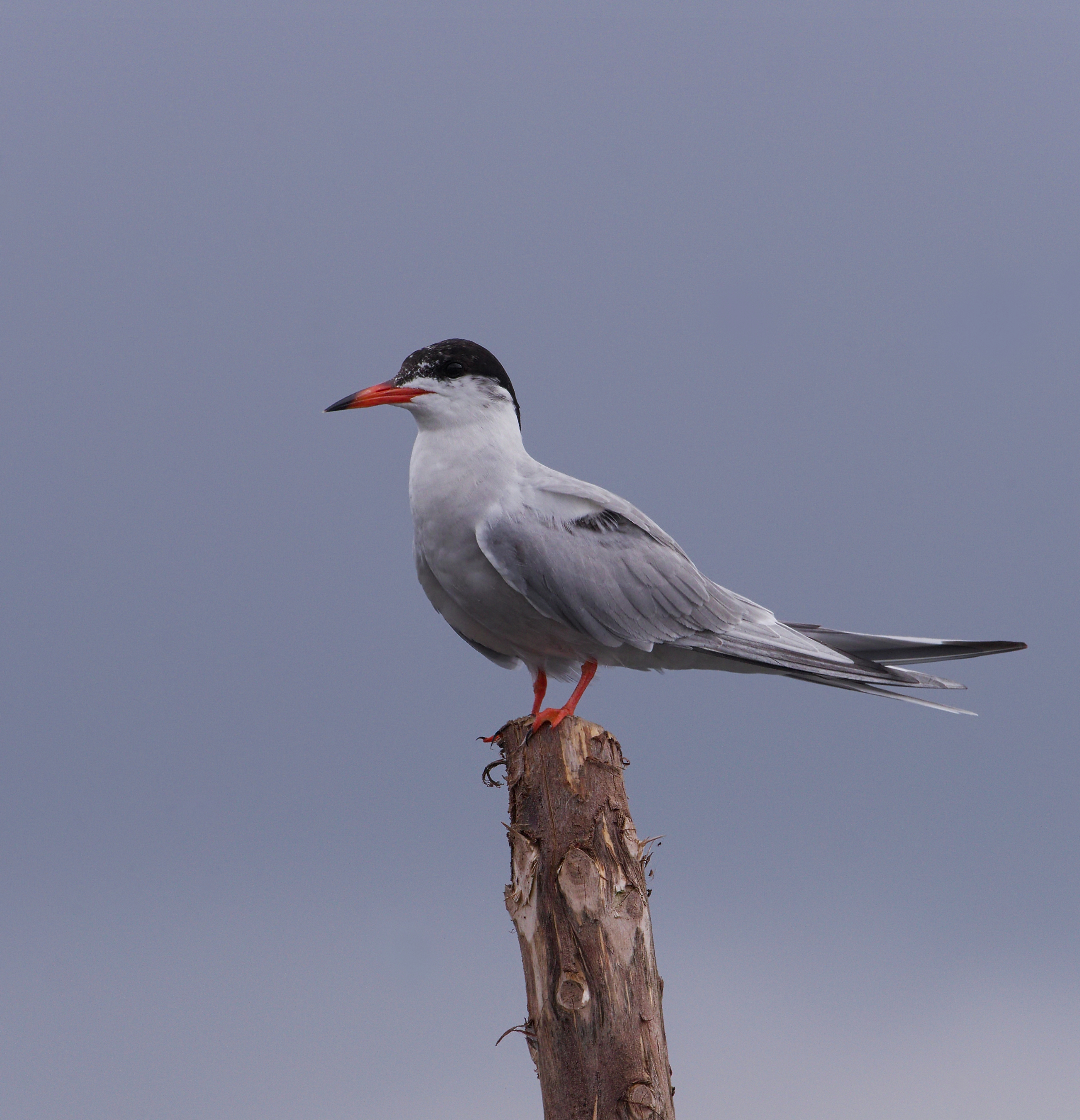
Sterne commune
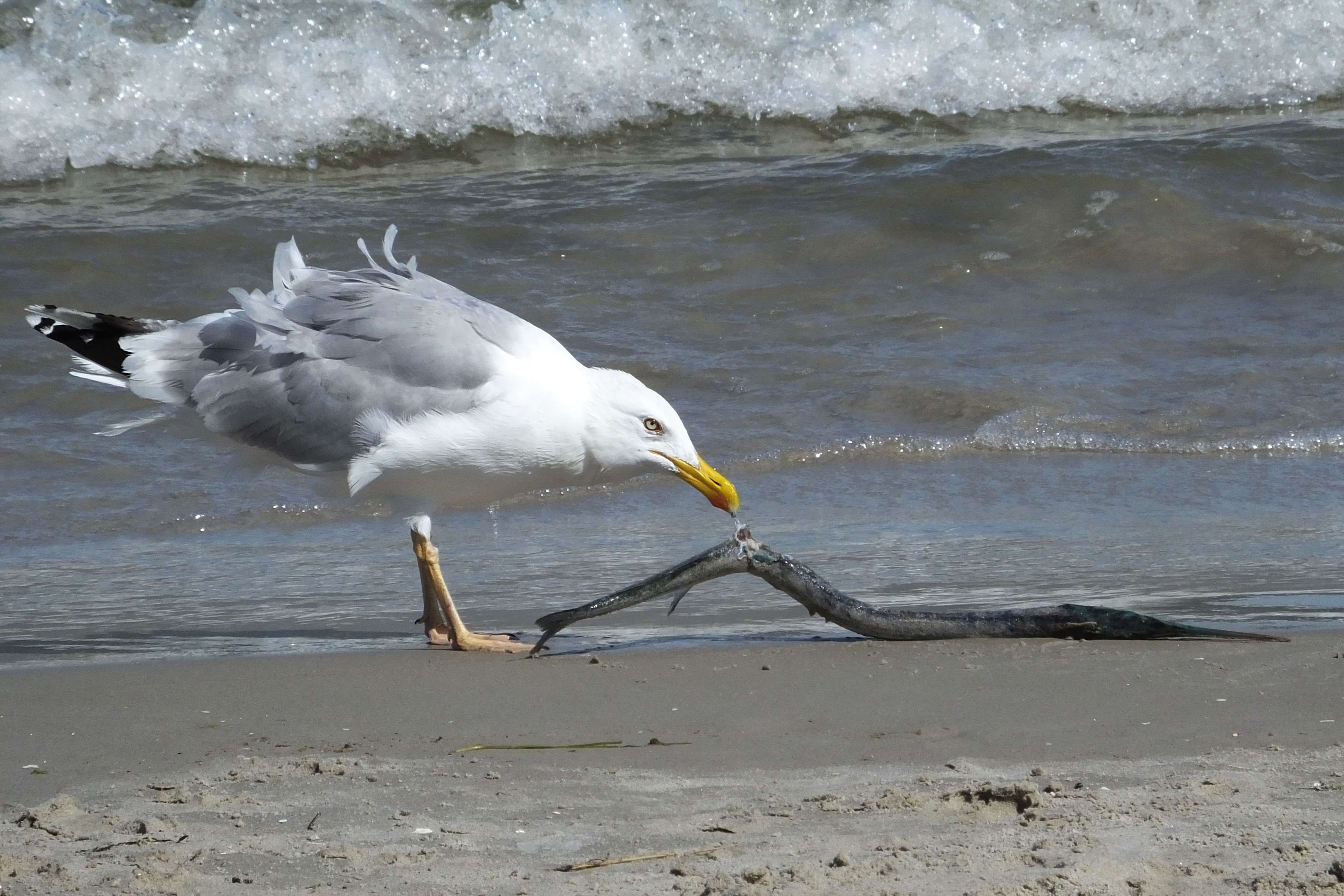
Goéland argenté
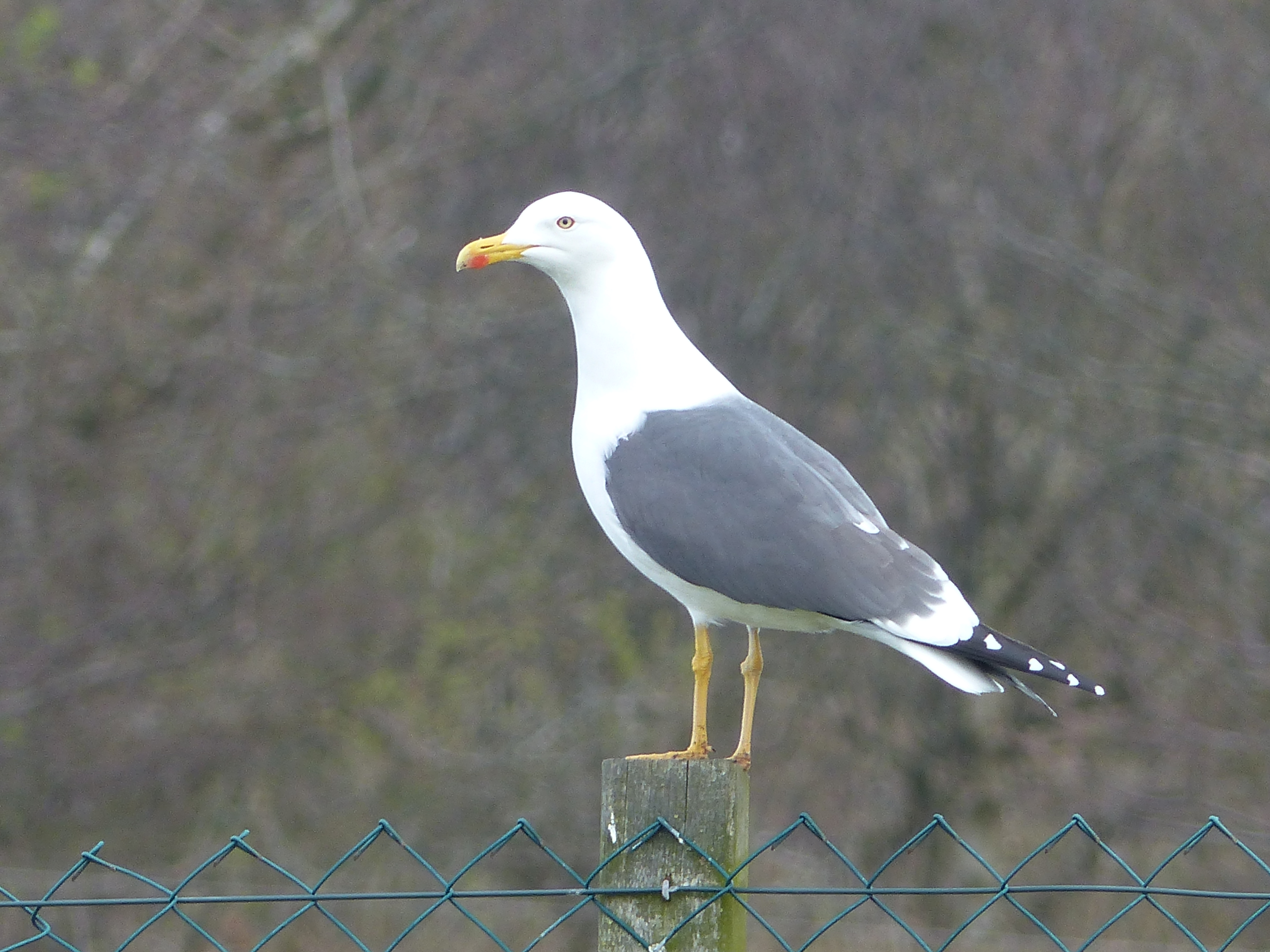
Goéland brun

Des phoques communs ou gris ainsi que des marsouins séjournent régulièrement à proximité de l'ile. Les seuls mammifères qui ne savaient pas nager étaient des lapins qui avaient été apportés par les hommes. En 1960, ils avaient pratiquement tondu toute l'ile mais ils ont disparu lorsqu'ils ont été balayés par l'onde de tempête de 1962 (de).